# Cronometraggio automatico

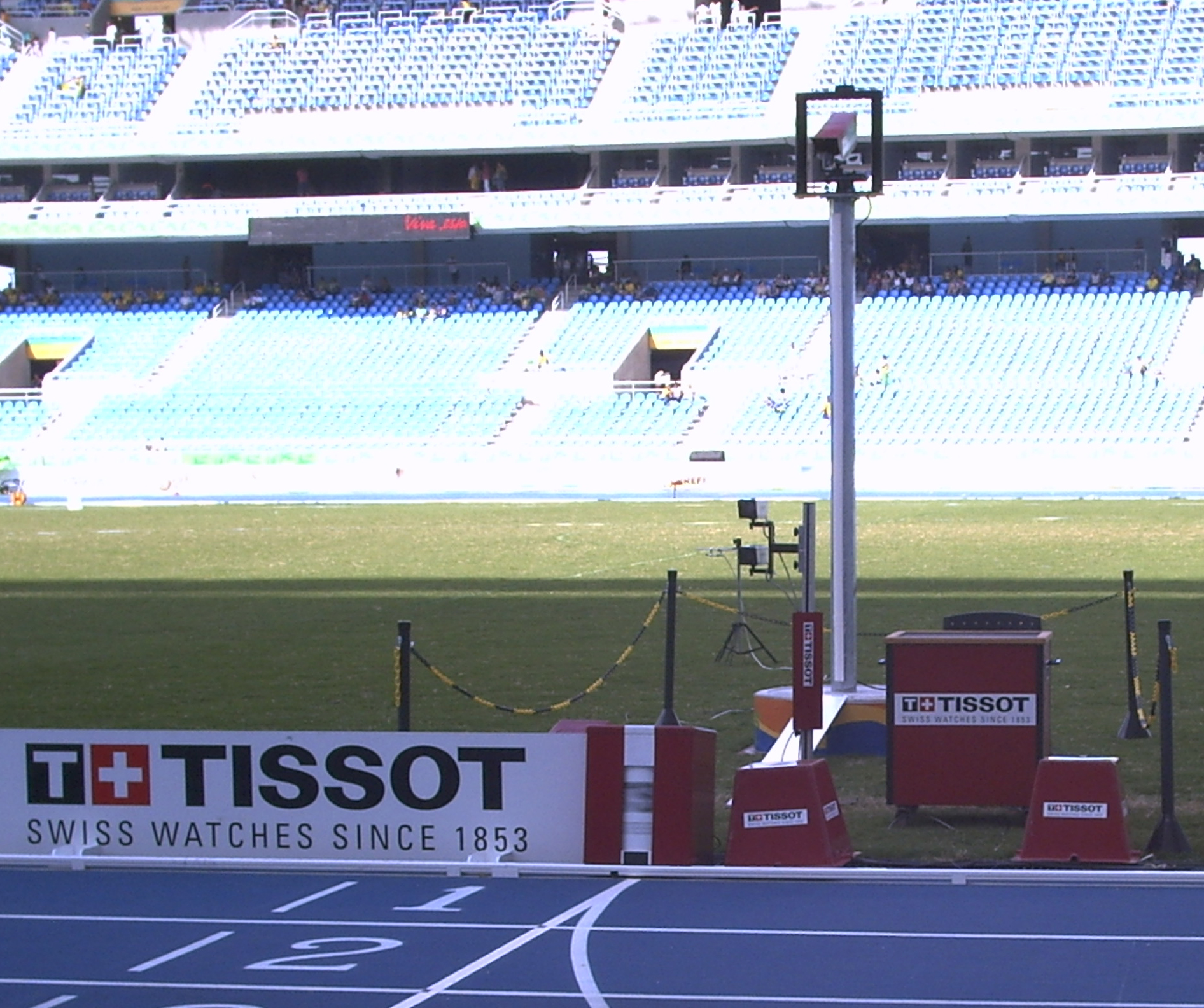
Sistema di cronometraggio con fotocamera alla linea d'arrivo dei Giochi Panamericani 2007 allo Stadio Olimpico João Havelange.

Il cronometraggio automatico è un tipo di cronometraggio delle competizioni sportive nel quale il cronometro è automaticamente attivato dallo stesso dispositivo che annuncia la partenza, e il tempo finale è a sua volta registrato in modo automatico, oppure mediante l'analisi del photo finish. Tale sistema è comunemente utilizzato nell'atletica leggera come anche in altre discipline quali, corse di cavalli, ciclismo su pista, canottaggio e competizioni automobilistiche. In tali discipline è utilizzato un photo finish. Anche nel nuoto viene utilizzato il cronometraggio automatico, ma, a differenza degli sport precedentemente citati, il cronometro viene fermato dallo stesso nuotatore mediante il tocco di un tappetino tattile. Al fine di verificare la strumentazione, o nel caso di guasti, un sistema di riserva (tipicamente manuale) viene solitamente usato in aggiunta a quello automatico.

## Tecnologia
Nelle gare avviate con un colpo di pistola, viene tipicamente collegato ad essa un sensore che invia un segnale elettronico al sistema di cronometraggio nell'istante dello sparo. Al sistema di cronometraggio è in genere collegata anche una luce di avviamento alternativa o un suono azionato elettronicamente, come un clacson. Negli sport che comprendono l'attraversamento di una linea d'arrivo (anziché un tocco, come nel nuoto), l'attuale sistema è un photo finish che è poi analizzato dai giudici.

## L'uso nell'atletica leggera
Secondo la World Athletics, ogni record in atletica (mondiale, olimpico o nazionale) o tempo utile alla qualificazione per i Giochi Olimpici o i Campionati del Mondo ottenuto in una gara di sprint deve essere misurato mediante un validato sistema di cronometraggio automatico.
I tempi manuali, ovvero quelli in cui l'arresto e/o l'avvio è effettuato da un essere umano, sono altamente soggetti ad errori. Da regolamento, essi sono solo accurati al decimo (,1) di secondo, dunque tutti i centesimi di secondo al di sopra dello zero vanno arrotondati al decimo successivo.
Molti statistici dell'atletica leggera usano un fattore correttivo stimato in 0,24 secondi aggiunti al tempo manuale per gli eventi di 100 metri e 200 metri e di 0,14 secondi per le distanze di 400 metri e superiori: tali conversioni sono solo utili per effettuare confronti, ma non sono accettabili a fini di record e minimi.
Il cronometraggio automatico è diventato obbligatorio per la validazione dei record del mondo solo dal 1 gennaio 1977.